# Nieuwe Baarnsche School
De Nieuwe Baarnsche School (NBS) is een algemeen-bijzondere basisschool aan de Vondellaan 2 in Baarn, provincie Utrecht. De school gaat uit van gelijkwaardigheid van levensbeschouwelijke en maatschappelijke stromingen. Respect voor de opvattingen staat daarbij voorop.

## Geschiedenis
Na de aanleg van de spoorlijn Amsterdam-Amersfoort (1874) werden in korte tijd veel villa's in de omgeving van het station gebouwd. In 1908 besloten de ouders van een vijftal kinderen om voortaan een eigen vorm van onderwijs mogelijk te maken. Op 1 september 1908 startte onder leiding van mejuffrouw A.D.C. van Rossem een eerste klasje in een kamer van de villa van de familie Wilkens aan de Amalialaan te Baarn. Op 13 juli 1910 werd officieel de NV "De Nieuwe Baarnsche School" opgericht. Het beginnende klasje van juffrouw Van Rossem groeide van 7 leerlingen in 1908 uit naar een school van drie klassen en een fröbelklasje in 1911. Door het groeiende leerlingental was het nodig om uit te wijken naar een ruimere villa aan de Molenstraat. Een van de eerste hoofdonderwijzers was Nico Broekhuysen, die in 1903 Nederlandse Korfbalbond had opgericht.

## Smutslaan

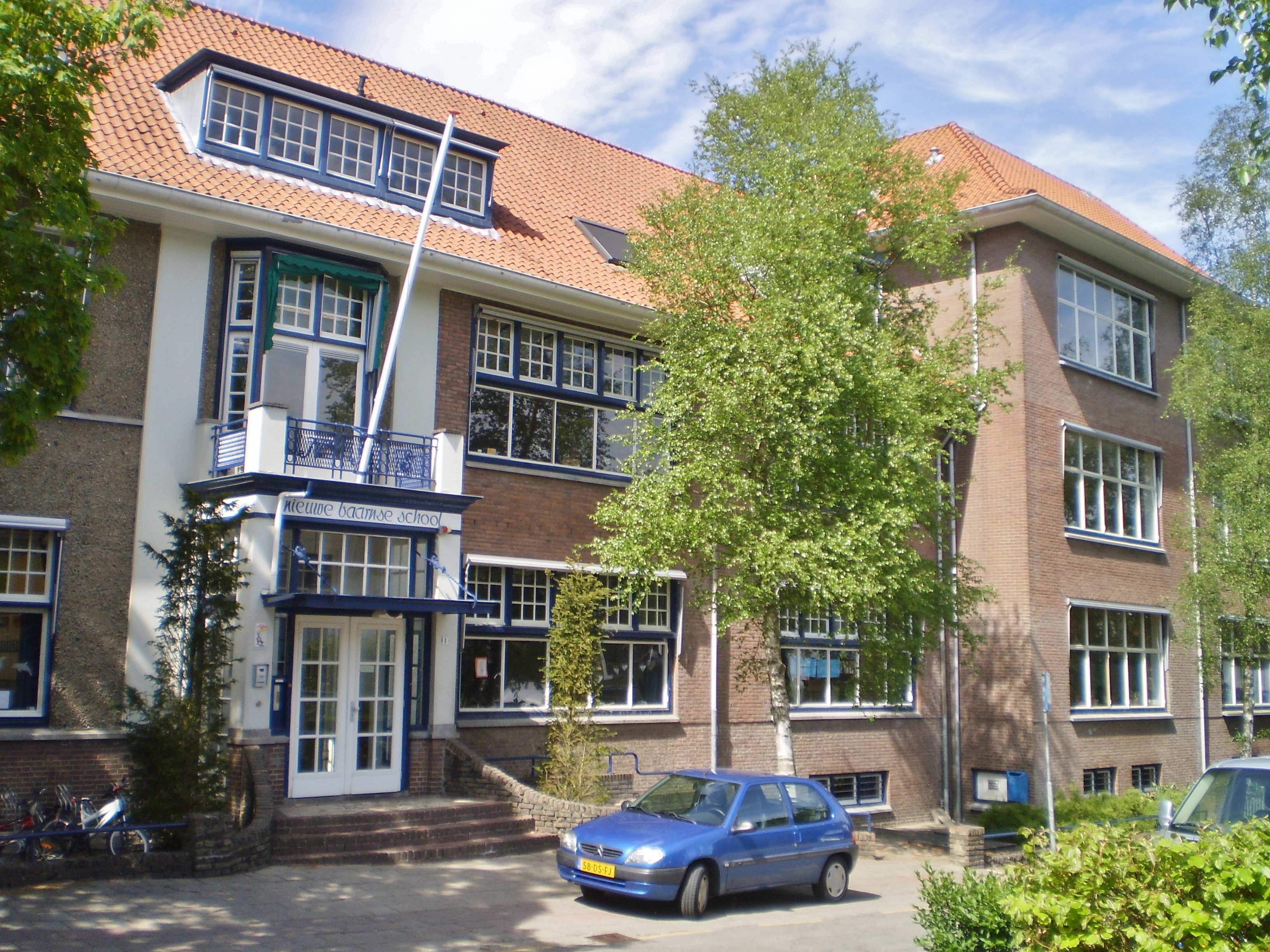
Oude NBS aan de Smutslaan (2013)

Op 1 september was het nieuwe schoolgebouw aan de Smutslaan 8 van de wijk Nieuw Baarn klaar. Dit werd gebouwd als villa met M. Vrij als schoolhoofd. Vrij introduceerde het vak slöjd, een Zweedse onderwijsmethode die in de jaren zeventig handenarbeid ging heten. Het gebouw werd betrokken door juffrouw Van Rossem en 40 leerlingen. De school moest de jaren erna meerdere keren worden uitgebreid. Doordat veel kinderen van de uit Amsterdam afkomstige import-elite soms met een koetsje naar school werden gebracht, kreeg de NBS de bijnaam Zijden Zakdoeken School. In de crisisjaren daalde het aantal leerlingen waardoor de N.V. Nieuwe Baarnsche School failliet ging. De school werd in die tijd particulier bekostigd. 
Er werd aansluitend een nieuwe vereniging opgericht waarna de school door het Rijk werd gesubsidieerd. 
Als in de Tweede Wereldoorlog de Duitsers het gebouw vorderen, wordt de inboedel opgeslagen. De lessen worden in verschillende ruimten buiten de school voortgezet. Na de oorlog worden kinderen uit de kampen in Indonesië opgevangen en stijgt het leerlingenaantal door de geboortegolf. In 1947 was het leerlingenaantal gestegen tot ruim 200.
In 1950 kwam prinses Irene op school. Zij kreeg echter geen les in het hoofdgebouw, maar in een villa tegenover de school. In de jaren zeventig waren er dertien klassen. 
In 1988 kreeg de NBS de beschikking over een groot deel van het terrein van de voormalige kwekerij Bruidegom met de daarin gelegen oranjerie. Deze oranjerie wordt in 2012 gebruikt door een van de lagere groepen. In het oudste deel van de school zitten in 2012 de groepen 3 en 4.  
De school telt in 2015 zo'n 470 leerlingen, waarbij iedere jaargroep een parallelklas heeft. De beroemdste leerlingen van de school waren prins Willem-Alexander en zijn twee broers die toen op kasteel Drakensteyn in het dorp Lage Vuursche woonden. 
In 2008 heeft de NBS haar 100-jarig bestaan gevierd. Door een schilderbeurt is de 'ch' in de schoolnaam jarenlang verdwenen, maar tegenwoordig is de naam van de school weer Nieuwe Baarnsche School. 

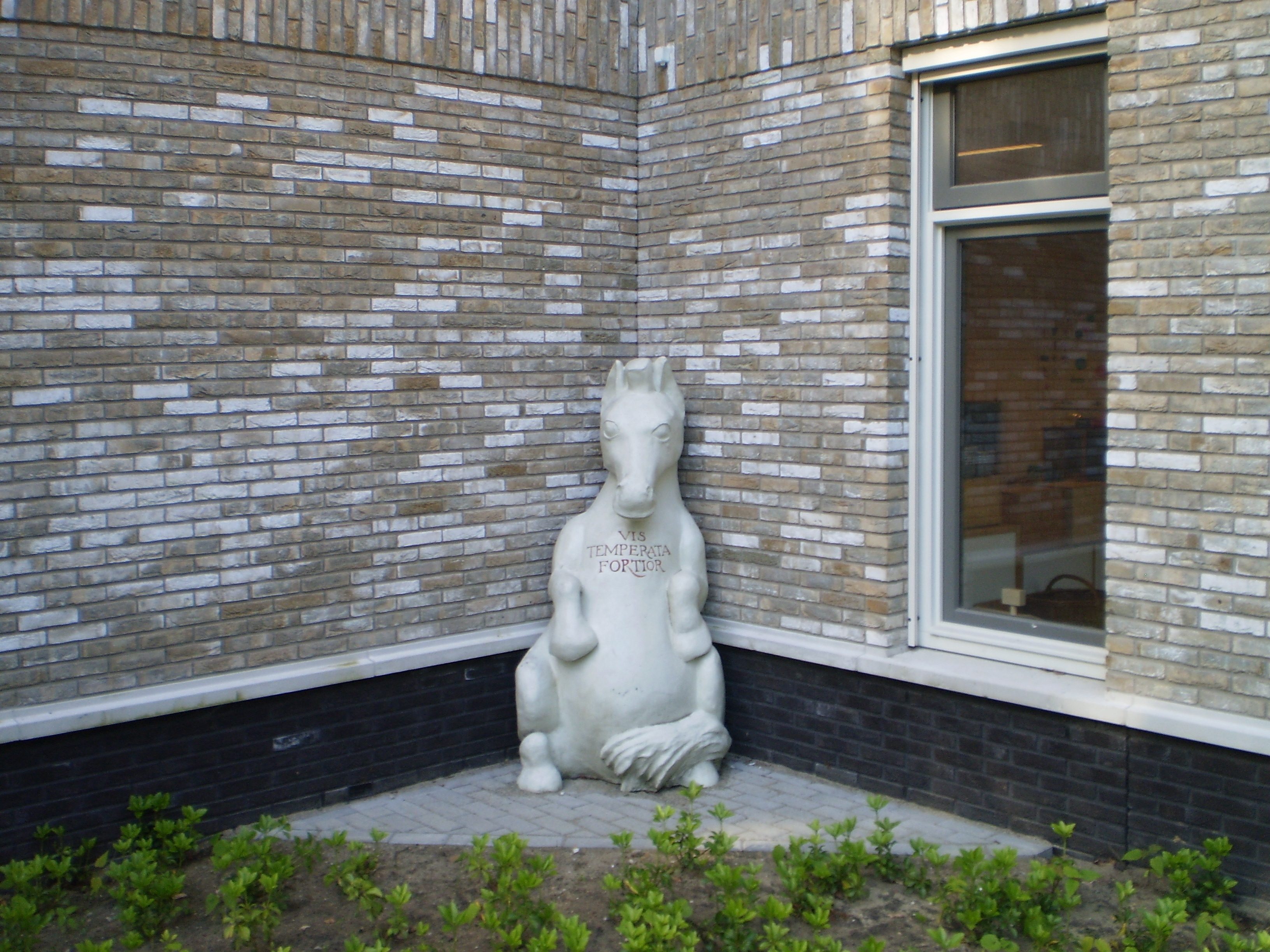
Paard (2015)

Het zittende speelpaard tegen de school is van de Haagse kunstenaar Donald Duk. Dit werd in 1985 geplaatst na het tot stand komen van de nieuwe vleugel aan de school. Het uit massief kunststof gegoten paard is een verwijzing naar het verdwenen paard op het vroegere gemeentewapen van Baarn.. Ook de Latijnse spreuk Vis temperate fortior (Beheerste kracht is sterker) op de buik van het dier komt uit het oude Baarnse gemeentewapen.
 
De school kreeg in 1922 het huidige logo dat werd ontworpen door tekenleraar J. Briedé. De letters NBS zijn daarbij verwerkt in een gestileerde plant. Het symboliseert het tot bloei komen van leerlingen in drie lagen (onderbouw-middenbouw-bovenbouw). Het logo is binnen de school verwerkt in bijvoorbeeld meubels en gangen. Het latere schoollied is een tekst van Thera Coppens, de melodie is van Majel Lustenhouwer.

## Vondellaan

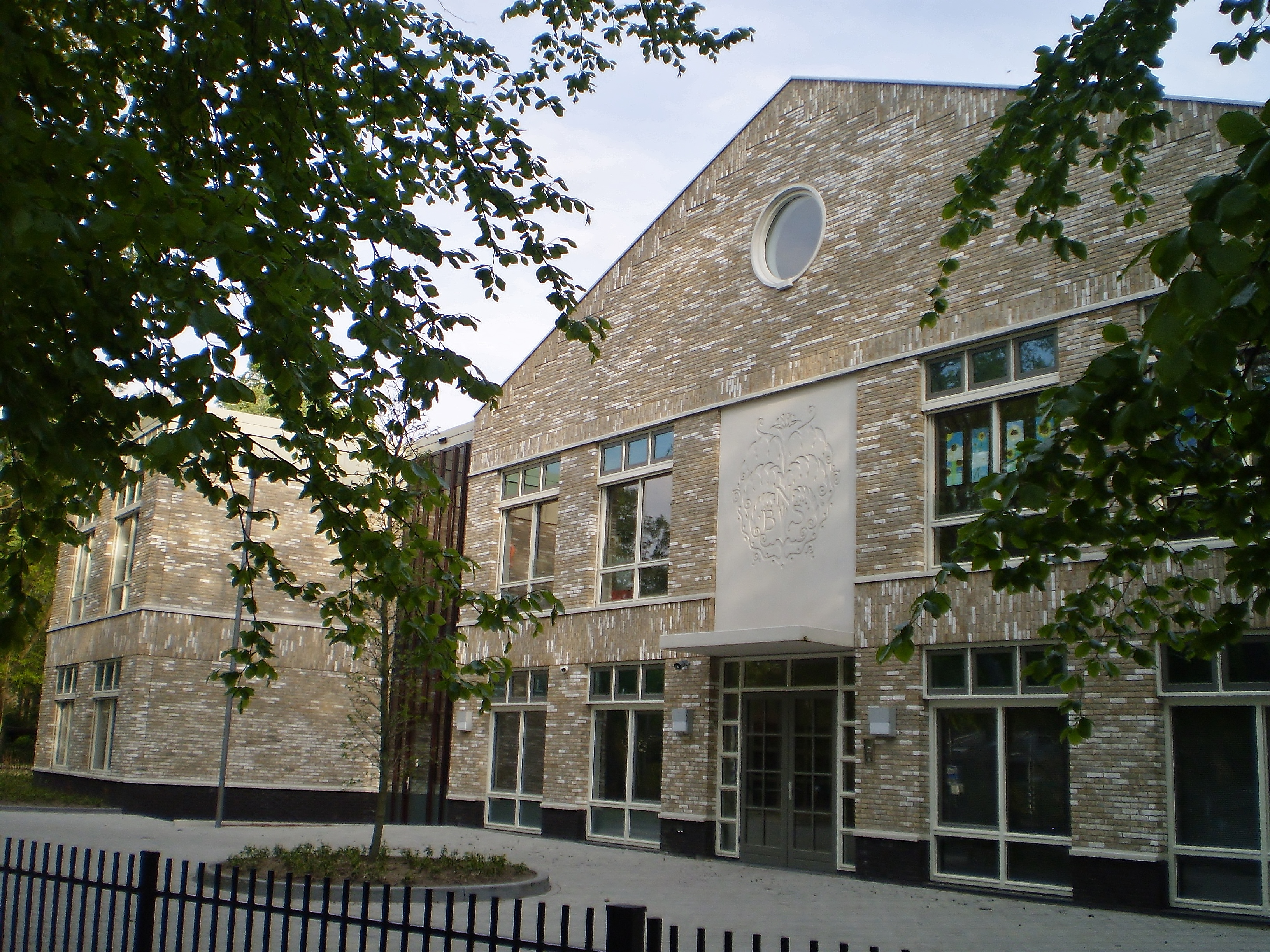
Logo boven de ingang

Op 6 januari 2015 verhuisde de school naar de nieuwbouw aan de Vondellaan 2 op de locatie van de voormalige Waldheim-mavo. In de nieuwbouw werd tevens een peuterspeelzaal opgenomen. De buitenschoolse opvang is ondergebracht in de ruimte met de naam Oranjerie. Een andere link naar het Koninklijk Huis is terug te vinden in de benaming van de ruimte de Kroonzaal. De officiële opening door oud-leerling koning Willem Alexander vond plaats op 21 mei 2015 door het symbolisch plaatsen van een boom op het schoolplein.

## Bekende oud-leerlingen
- Willem Hendrik de Beaufort, griffier
- Christine de Boer, actrice, cabaretier
- Michiel Horn, historicus
- Onno Kosters, dichter
- Prinses Marijke
- Prinses Irene
- Willem Alexander, Koning der Nederlanden
- Prins Friso
- Prins Constantijn
- Frits Sissing, tv-presentator